# Barra do Jacaré
Barra do Jacaré is een gemeente in de Braziliaanse deelstaat Paraná. De gemeente telt 2.860 inwoners (schatting 2009).

## Aangrenzende gemeenten
De gemeente grenst aan Andirá, Bandeirantes, Cambará, Jacarezinho en Santo Antônio da Platina.